# Thomas Zwingel (Politiker)
Thomas Zwingel (* 25. September 1963 in Fürth) ist ein deutscher Kommunalpolitiker der SPD und seit 2006 der Erste Bürgermeister der Stadt Zirndorf.

## Leben

### Herkunft und Ausbildung
Zwingel wurde zwar in Fürth geboren, wuchs aber in Zirndorf auf. Er besuchte die Grundschule Zirndorf und das Dietrich-Bonhoeffer-Gymnasium Oberasbach, wo er 1982 die Abiturprüfung ablegte. Anschließend studierte Zwingel an der Fachhochschule für Verwaltung und Rechtspflege in Hof und legte dort 1985 die Abschlussprüfung ab.
Vor seiner Karriere als Kommunalpolitiker arbeitete Zwingel als Diplom-Verwaltungswirt (FH) und ab 1985 bis zu seiner Wahl als Erster Bürgermeister der Stadt Zirndorf im Mai 2006 als Leiter des Bürgeramtes der Stadt Fürth. Außerdem war er freier Mitarbeiter bei den Fürther Nachrichten.

### Partei
Bei der Kommunalwahl 1990 wurde Zwingel in den Zirndorfer Stadtrat und den Fürther Kreistag gewählt. Bei den Wahlen 1996 und 2002 wurde er jeweils in beiden Gremien bestätigt. Im Zirndorfer Stadtrat war Zwingel Fraktionsvorsitzender der SPD.
Im Oktober 2002 wurde Zwingel zum 2. Bürgermeister, 2006 zum Ersten Bürgermeister Zirndorfs gewählt. Bei der Bürgermeisterwahl 2012 wurde er im ersten Wahlgang mit 57,1 Prozent der Stimmen wiedergewählt.
In die Amtszeit von Zwingel fallen vor allem die energetische Sanierung des Zirndorfer Rathauses sowie der Neubau der Turnhalle an der Mühlstraße sowie der Um- und Ausbau der Innenstadt. Auch die Konversion der ehemaligen Pinder-Kaserne (der heutige Pinderpark) wurde in der Amtsperiode von Thomas Zwingel beendet.

### Privates
Zwingel ist verheiratet und hat einen Sohn (* 2006). Er ist bekennender Anhänger der SpVgg Greuther Fürth.